# Bathypterois oddi
Bathypterois oddi is een  straalvinnige vissensoort uit de familie van netoogvissen (Ipnopidae). De wetenschappelijke naam van de soort is voor het eerst geldig gepubliceerd in 1977 door Sulak.
De soort staat op de Rode Lijst van de IUCN als Onzeker, beoordelingsjaar 2009.